# Runrig/Diskografie
Diese Diskografie ist eine Übersicht über die musikalischen Werke der schottischen Folk-Rock-Band Runrig. Den Schallplattenauszeichnungen zufolge hat sie bisher mehr als eine Million Tonträger verkauft, davon alleine in ihrer Heimat über 800.000. Ihre erfolgreichste Veröffentlichung ist die Single Loch Lomond mit über 200.000 verkauften Einheiten.

## Alben

### Studioalben
| Jahr | Titel                   | Höchstplatzierung, Gesamtwochen, AuszeichnungChartplatzierungen (Jahr, Titel, Platzierungen, Wochen, Auszeichnungen, Anmerkungen) | Höchstplatzierung, Gesamtwochen, AuszeichnungChartplatzierungen (Jahr, Titel, Platzierungen, Wochen, Auszeichnungen, Anmerkungen) | Höchstplatzierung, Gesamtwochen, AuszeichnungChartplatzierungen (Jahr, Titel, Platzierungen, Wochen, Auszeichnungen, Anmerkungen) | Anmerkungen                                               |
| Jahr | Titel                   | DE | CH | UK | Anmerkungen                                               |
| ---- | ----------------------- | --- | --- | --- | --------------------------------------------------------- |
| 1978 | Play Gaelic             | — | — | — | Erstveröffentlichung: 1978                                |
| 1979 | The Highland Connection | — | — | — | Erstveröffentlichung: 1979                                |
| 1981 | Recovery                | — | — | — | Erstveröffentlichung: 1981                                |
| 1985 | Heartland               | — | — | — | Erstveröffentlichung: 1985                                |
| 1987 | The Cutter and the Clan | — | — | UK45 Silber · (2 Wo.)UK | Erstveröffentlichung: 1987 Verkäufe: + 60.000             |
| 1989 | Searchlight             | — | — | UK11 Gold · (4 Wo.)UK | Erstveröffentlichung: 1989 Verkäufe: + 100.000            |
| 1991 | The Big Wheel           | — | — | UK4 Gold · (15 Wo.)UK | Erstveröffentlichung: 10. Juni 1991 Verkäufe: + 100.000   |
| 1993 | Amazing Things          | DE47 (11 Wo.)DE | — | UK2 Silber · (6 Wo.)UK | Erstveröffentlichung: 15. März 1993 Verkäufe: + 60.000    |
| 1995 | Mara                    | DE81 (7 Wo.)DE | — | UK24 Silber · (6 Wo.)UK | Erstveröffentlichung: 6. November 1995 Verkäufe: + 60.000 |
| 1999 | In Search of Angels     | DE26 (4 Wo.)DE | — | UK29 (2 Wo.)UK | Erstveröffentlichung: 21. Februar 1999                    |
| 2001 | The Stamping Ground     | DE20 (8 Wo.)DE | — | UK64 (1 Wo.)UK | Erstveröffentlichung: 6. Mai 2001                         |
| 2003 | Proterra                | DE10 (6 Wo.)DE | — | UK84 (1 Wo.)UK | Erstveröffentlichung: 17. August 2003                     |
| 2007 | Everything You See      | DE15 (6 Wo.)DE | — | UK61 (1 Wo.)UK | Erstveröffentlichung: 14. Mai 2007 Verkäufe: + 40.000     |
| 2016 | The Story               | DE6 (4 Wo.)DE | CH51 (1 Wo.)CH | UK26 (3 Wo.)UK | Erstveröffentlichung: 29. Januar 2016                     |

grau schraffiert: keine Chartdaten aus diesem Jahr verfügbar

### Livealben
| Jahr | Titel                                                      | Höchstplatzierung, Gesamtwochen, AuszeichnungChartplatzierungen (Jahr, Titel, Platzierungen, Wochen, Auszeichnungen, Anmerkungen) | Höchstplatzierung, Gesamtwochen, AuszeichnungChartplatzierungen (Jahr, Titel, Platzierungen, Wochen, Auszeichnungen, Anmerkungen) | Höchstplatzierung, Gesamtwochen, AuszeichnungChartplatzierungen (Jahr, Titel, Platzierungen, Wochen, Auszeichnungen, Anmerkungen) | Anmerkungen                                               |
| Jahr | Titel                                                      | DE | CH | UK | Anmerkungen                                               |
| ---- | ---------------------------------------------------------- | --- | --- | --- | --------------------------------------------------------- |
| 1988 | Once in a Lifetime                                         | — | — | UK61 Gold · (2 Wo.)UK | Erstveröffentlichung: 1988 Verkäufe: + 100.000            |
| 1994 | Transmitting Live                                          | DE67 (7 Wo.)DE | — | UK41 (6 Wo.)UK | Erstveröffentlichung: 14. November 1994                   |
| 2000 | Live at Celtic Connections                                 | DE48 (4 Wo.)DE | — | — | Erstveröffentlichung: 28. August 2000                     |
| 2004 | Day of Days 30th Anniversary                               | DE25 Gold · (6 Wo.)DE | — | — | Erstveröffentlichung: 3. Mai 2004 Verkäufe: + 100.000     |
| 2008 | Year of the Flood                                          | DE28 (4 Wo.)DE | — | — | Erstveröffentlichung: 10. Oktober 2008 Verkäufe: + 20.000 |
| 2014 | Party on the Moor – 40th Anniversary                       | DE6 (5 Wo.)DE | — | UK51 (2 Wo.)UK | Erstveröffentlichung: 28. März 2014                       |
| 2019 | The Last Dance – Farewell Concert (Live at Stirling)       | DE1 (8 Wo.)DE | CH18 (1 Wo.)CH | UK27 (1 Wo.)UK | Erstveröffentlichung: 16. August 2019                     |
| 2020 | One Legend – Two Concerts (Live at Rockpalast 1996 & 2001) | DE19 (2 Wo.)DE | — | — | Erstveröffentlichung: 30. Oktober 2020                    |

### Kompilationen
| Jahr | Titel                              | Höchstplatzierung, Gesamtwochen, AuszeichnungChartplatzierungen (Jahr, Titel, Platzierungen, Wochen, Auszeichnungen, Anmerkungen) | Höchstplatzierung, Gesamtwochen, AuszeichnungChartplatzierungen (Jahr, Titel, Platzierungen, Wochen, Auszeichnungen, Anmerkungen) | Höchstplatzierung, Gesamtwochen, AuszeichnungChartplatzierungen (Jahr, Titel, Platzierungen, Wochen, Auszeichnungen, Anmerkungen) | Anmerkungen                                               |
| Jahr | Titel                              | DE | CH | UK | Anmerkungen                                               |
| ---- | ---------------------------------- | --- | --- | --- | --------------------------------------------------------- |
| 1996 | Long Distance – The Best of Runrig | DE60 (6 Wo.)DE | — | UK13 Gold · (16 Wo.)UK | Erstveröffentlichung: 7. Oktober 1996 Verkäufe: + 120.000 |
| 1998 | 25 Years – The Gaelic Collection   | — | — | UK71 (1 Wo.)UK | Erstveröffentlichung: 3. Mai 1998                         |
| 2004 | 30 Year Journey – The Best         | DE38 (5 Wo.)DE | — | — | Erstveröffentlichung: 2004                                |
| 2010 | 50 Great Songs                     | DE43 (1 Wo.)DE | — | — | Erstveröffentlichung: 4. Oktober 2010                     |
| 2018 | Best of Rarities                   | DE6 (3 Wo.)DE | — | — | Erstveröffentlichung: 1. Juni 2018                        |

Weitere Kompilationen
- 1992: Alba – The Best of Runrig
- 1998: Beat the Drum (Kompilation der EPs Capture The Heart (1990) und Hearthammer (1991))
- 1999: BBC – The Archive Series "Runrig"
- 1999: Celtic Glory
- 1999: Scotland’s Pride – Runrig’s Best
- 1999: The Runrig Collection
- 2000: Wheel in Motion
- 2000: Scotland’s Glory – Runrig’s Ballads
- 2007: The Essential
- 2007: Hit Collection
- 2009: The Collection – Runrig
- 2012: All the Best

### EPs
| Jahr | Titel              | Höchstplatzierung, Gesamtwochen, AuszeichnungChartplatzierungen (Jahr, Titel, Platzierungen, Wochen, Auszeichnungen, Anmerkungen) | Höchstplatzierung, Gesamtwochen, AuszeichnungChartplatzierungen (Jahr, Titel, Platzierungen, Wochen, Auszeichnungen, Anmerkungen) | Höchstplatzierung, Gesamtwochen, AuszeichnungChartplatzierungen (Jahr, Titel, Platzierungen, Wochen, Auszeichnungen, Anmerkungen) | Anmerkungen                |
| Jahr | Titel              | DE | CH | UK | Anmerkungen                |
| ---- | ------------------ | --- | --- | --- | -------------------------- |
| 1990 | Capture the Heart  | — | — | UK49 (2 Wo.)UK | Erstveröffentlichung: 1990 |
| 1991 | Hearthammer        | — | — | UK25 (4 Wo.)UK | Erstveröffentlichung: 1991 |
| 1997 | The Greatest Flame | — | — | UK30 (3 Wo.)UK | Erstveröffentlichung: 1997 |

## Singles
| Jahr | Titel Album                                            | Höchstplatzierung, Gesamtwochen, AuszeichnungChartplatzierungen (Jahr, Titel, Album, Platzierungen, Wochen, Auszeichnungen, Anmerkungen) | Höchstplatzierung, Gesamtwochen, AuszeichnungChartplatzierungen (Jahr, Titel, Album, Platzierungen, Wochen, Auszeichnungen, Anmerkungen) | Höchstplatzierung, Gesamtwochen, AuszeichnungChartplatzierungen (Jahr, Titel, Album, Platzierungen, Wochen, Auszeichnungen, Anmerkungen) | Anmerkungen                                             |
| Jahr | Titel Album                                            | DE | CH | UK | Anmerkungen                                             |
| ---- | ------------------------------------------------------ | --- | --- | --- | ------------------------------------------------------- |
| 1982 | Loch Lomond The Highland Connection                    | — | — | UK86 Silber · (1 Wo.)UK | Erstveröffentlichung: 1982 Verkäufe: + 200.000          |
| 1989 | News From Heaven Searchlight                           | — | — | UK90 (2 Wo.)UK | Erstveröffentlichung: 1989                              |
| 1991 | Flower of the West The Big Wheel                       | — | — | UK43 (2 Wo.)UK | Erstveröffentlichung: 1991                              |
| 1993 | Wonderful Amazing Things                               | DE87 (3 Wo.)DE | — | UK29 (3 Wo.)UK | Erstveröffentlichung: 1993                              |
| 1993 | The Greatest Flame Amazing Things                      | — | — | UK36 (3 Wo.)UK | Erstveröffentlichung: 1993                              |
| 1995 | This Time of Year –                                    | — | — | UK38 (2 Wo.)UK | Erstveröffentlichung: 1995                              |
| 1995 | An Ubhal As Airde (The Highest Apple) –                | — | — | UK18 (5 Wo.)UK | Erstveröffentlichung: 1995                              |
| 1995 | Things That Are Mara                                   | — | — | UK40 (2 Wo.)UK | Erstveröffentlichung: 1995                              |
| 1996 | Rhythm of the Heart Long Distance – The Best of Runrig | — | — | UK24 (2 Wo.)UK | Erstveröffentlichung: 1996                              |
| 1999 | Maymorning In Search of Angels                         | — | — | UK90 (1 Wo.)UK | Erstveröffentlichung: 4. Mai 1999                       |
| 2003 | Empty Glens Proterra                                   | DE90 (1 Wo.)DE | — | — | Erstveröffentlichung: 11. August 2003                   |
| 2007 | Loch Lomond (Hampden Remix) –                          | — | — | UK9 (4 Wo.)UK | Erstveröffentlichung: 16. November 2007 mit Tartan Army |

Weitere Singles
- 1984: Dance Called America
- 1984: Skye
- 1986: The Work Song
- 1987: Alba / Worker for the Wind
- 1987: Protect and Survive
- 1989: Every River
- 1999: The Message
- 1999: This Is Not a Love Song
- 2001: Book of Golden Stories
- 2003: Empty Glens
- 2007: Clash of the Ash
- 2008: Year of the Flood
- 2008: Road Trip
- 2013: And We’ll Sing
- 2015: The Story
- 2016: The Years We Shared
- 2018: Somewhere (mit Julie Fowlis)

## Videoalben
| Jahr | Titel                                             | Höchstplatzierung, Gesamtwochen, AuszeichnungChartplatzierungen (Jahr, Titel, Platzierungen, Wochen, Auszeichnungen, Anmerkungen) | Höchstplatzierung, Gesamtwochen, AuszeichnungChartplatzierungen (Jahr, Titel, Platzierungen, Wochen, Auszeichnungen, Anmerkungen) | Höchstplatzierung, Gesamtwochen, AuszeichnungChartplatzierungen (Jahr, Titel, Platzierungen, Wochen, Auszeichnungen, Anmerkungen) | Anmerkungen                                              |
| Jahr | Titel                                             | DE | CH | UK | Anmerkungen                                              |
| ---- | ------------------------------------------------- | --- | --- | --- | -------------------------------------------------------- |
| 1997 | Live at Stirling Castle (Donnie Munro’s Farewell) | — | — | UK6 Gold · (36 Wo.)UK | Erstveröffentlichung: 1997                               |
| 2000 | Live in Bonn                                      | — | — | UK28 (5 Wo.)UK | Erstveröffentlichung: 2000                               |
| 2004 | Day of Days – 30th Anniversary Concert            | — | — | UK7 (6 Wo.)UK | Erstveröffentlichung: 2004                               |
| 2005 | City of Lights                                    | — | — | UK44 (1 Wo.)UK | Erstveröffentlichung: 2005 Charteinstieg in UK erst 2021 |
| 2008 | Year of the Flood                                 | — | — | UK1 (10 Wo.)UK | Erstveröffentlichung: 2008                               |
| 2014 | Party On The Moor                                 | — | CH5 (1 Wo.)CH | — | Erstveröffentlichung: 28. März 2014                      |
| 2019 | The Last Dance – Farewell Concert Film            | — | CH2 (2 Wo.)CH | UK1 (148 Wo.)UK | Erstveröffentlichung: 16. August 2019                    |
| 2021 | There Must Be a Place                             | — | — | UK2 (14 Wo.)UK | Erstveröffentlichung: 2021                               |

## Statistik

### Chartauswertung
|                     | DE     | CH    | UK     |
| ------------------- | ------ | ----- | ------ |
| Nummer-eins-Alben   | DE1DE  | CH—CH | UK—UK  |
| Top-10-Alben        | DE5DE  | CH—CH | UK2UK  |
| Alben in den Charts | DE18DE | CH2CH | UK19UK |

|                       | DE    | CH    | UK     |
| --------------------- | ----- | ----- | ------ |
| Nummer-eins-Singles   | DE—DE | CH—CH | UK—UK  |
| Top-10-Singles        | DE—DE | CH—CH | UK2UK  |
| Singles in den Charts | DE2DE | CH—CH | UK11UK |

|                          | DE    | CH    | UK    |
| ------------------------ | ----- | ----- | ----- |
| Nummer-eins-Videoalben   | DE—DE | CH—CH | UK2UK |
| Top-10-Videoalben        | DE—DE | CH2CH | UK4UK |
| Videoalben in den Charts | DE—DE | CH2CH | UK6UK |

### Auszeichnungen für Musikverkäufe
| Goldene Schallplatte - Dänemark - 2004: für das Album 30 Year Journey – The Best - 2005: für das Album Day of Days 30th Anniversary - 2008: für das Album Year of the Flood - 2010: für das Album 50 Great Songs | Platin-Schallplatte - Dänemark - 2007: für das Album Everything You See |

Anmerkung: Auszeichnungen in Ländern aus den Charttabellen bzw. Chartboxen sind in ebendiesen zu finden.
| Land/RegionAuszeichnungen für Musikverkäufe (Land/Region, Auszeichnungen, Verkäufe, Quellen) | Silber     | Gold       | Platin  | Verkäufe | Quellen           |
| -------------------------------------------------------------------------------------------- | ---------- | ---------- | ------- | -------- | ----------------- |
| Dänemark (IFPI)                                                                              | —          | 4× Gold4   | Platin1 | 120.000  | Einzelnachweise   |
| Deutschland (BVMI)                                                                           | —          | Gold1      | —       | 100.000  | musikindustrie.de |
| Vereinigtes Königreich (BPI)                                                                 | 4× Silber4 | 5× Gold5   | —       | 805.000  | bpi.co.uk         |
| Insgesamt                                                                                    | 4× Silber4 | 10× Gold10 | Platin1 |          |                   |